# 织田信家
织田信家（日语：／ Oda Nobuie */?，？—1582年2月24日），是日本战国时代至安土桃山时代的武将，别名津田信家，为织田信安之子，织田信长的從祖兄弟（再從兄弟；即出自同一位曾祖父）。

## 略歴
信家是尾张国上四郡的守护代织田伊势守家（岩仓织田氏）当主织田信安的次子，他的母亲是织田信秀的妹妹秋悦院。
永禄元年（1558年），由于父亲信安打算废掉兄长信贤，来让信家继承家督之位，因此引发了两父子之间的家督之争，尾张上四郡的家臣团分裂成两派。后来信贤成功击败信安，将信安、信家两父子一同放逐出岩倉城，但在同年的浮野之战败于织田信长，导致本家灭亡。在此之后，信家便与父亲信安一起侍奉美浓斋藤氏，抵抗织田信长。后来在信长平定美浓之后，信安父子被信长出于同族之谊赦罪，信家在此时便成为信长的嫡子织田信忠的家臣。
在永禄十二年（1569年），荒子城主前田利春的嫡子前田犬千代（日后的前田利家）元服时，与信家结成了乌帽子亲，并接受其“家”的偏讳，取名为“利家”。
天正十年（1582年），信家跟随织田信长、信忠进行甲州征伐，攻打武田氏，但在攻打信浓国高远城时被武田方杀死。

## 脚注
1. ↑  『尾張群書系図部集』上 219頁
2. ↑  『加賀藩史料』中记载，信长的伯父津田孙三郎信家是利家的乌帽子亲，但信家并非信长的伯父，而是堂兄弟。据推测，这里可能是将信家与信长的伯父津田孙三郎(织田信光)混淆的谬误